# María Luz Galicia
María Luz Galicia Gonzalo (* 2. Februar 1940 in Madrid) ist eine spanische Schauspielerin.

## Leben
Aus einer Malerfamilie stammend – ihr Vater Francisco Valladolid Galicia und ihr Großvater Leonides Galicia Ayala hatten diese Profession – interessierte sie sich früh für darstellende Kunstformen und wurde Flamencotänzerin. Schon in den 1950er Jahren war sie als solche in Filmen zu sehen. Ihre Hochzeit mit Filmproduzent und Drehbuchautor Eduardo M. Brochero führte zu einigen Rollen als Schauspielerin; daneben war sie in der ersten spanischen Fernsehsendung zu sehen. Für die internationale Vermarktung ihrer Filme erhielt sie das Pseudonym Mary Anderson. Bereits 1963 beendete sie ihre kurze Karriere und widmete sich ihrer Familie und der Malerei.

## Filmografie (Auswahl)
- 1953: Cabaret
- 1958: Sei helle – bleib Junggeselle (Gli zitelloni)
- 1962: Zorro – das Geheimnis von Alamos (La venganza del Zorro)
- 1962: Zorro, der schwarze Rächer (Cabalgando hacia la muerte)
- 1963: Mit Colt und Maske (Il segno del Coyote)